# GR-240. Sulayr
El GR-240, denominado Sulayr, del árabe, que significa montaña del sol, es un sendero de gran recorrido que recorre Sierra Nevada y La Alpujarra, en las provincias españolas de Granada y Almería, con más de 300 km, creado por la Junta de Andalucía.

## Recorrido
Sulayr es un sendero circular, que rodea todo el macizo de Sierra Nevada, a una altura media comprendida entre los 1800 y los 2000 m.s.m., atravesando varias comarcas de las provincias de Almería y Granada: Alto Genil, Valle del río Dílar, Valle de Lecrín, Alpujarra, Valle del río Nacimiento, Marquesado del Zenete y Valle del Río Alhama. El itinerario transcurre por paisajes de alta montaña, con huella antrópica significativa en muchos lugares (cortijos, acequias, albercas, eras, apriscos, etc.).
El recorrido se realiza, casi en su totalidad, dentro de los Parques Nacional y Natural de Sierra Nevada, y muy cerca del Sitio Histórico de la Alpujarra. También recorre caminos de carácter histórico, como el Camino de los Neveros, que desde la Edad Media se utilizaba por los mercaderes de hielo, para llevar nieve congelada de los ventisqueros de la sierra, hasta Granada y la Alhambra.

## Organización del sendero
El sendero está homologado según las normas internacionales y se ha dividido en 19 tramos. Al inicio y final de cada tramo, hay una señal explicativa que permite recorrerlo en los dos sentidos, estando el recorrido balizado, con las clásicas bandas roja y blanca. El logotipo del sendero es una estrella de las nieves, rodeada por un anillo.

### Tramos del sendero
Los tramos en que se divide son los siguientes:
- Pista de San Jerónimo - La Cortijuela, con 14,7 km; 3,50 h de duración y 850 m de desnivel. Se inicia en el municipio de Monachil, en Granada.
- La Cortijuela - Rinconada de Nigüelas, con 19,4 km; 5,30 h de duración y un desnivel de 1042 m.
- Riconada de Nigüelas - Casería de Tello, con 14,5 km; 5,30 h de duración 624 m de desnivel en bajada.
- Casería de Tello - Puente Palo, de 8,7 km y 330 m de desnivel, con 3 h de duración.
- Puente Palo - Capileira, por el Barranco del Poqueira, con 10,5 km de distancia, con previsión de 4,30 h en tiempo y 514 m de desnivel en bajada.
- Capileira - Trevélez, de 17,4 km y 5,40 horas de duración. Asciende 916 m, para luego descender otros 924 y llegar en la misma cota.
- Trevélez - Loma del Lastonar. Distancia: 24,9 km; tiempo previsto: 7 h; desnivel: 974 m en subida, 569 en bajada.
- Loma del Lastonar - Fuente del Espino, de 16,5 km, 5,45 h de duración estimada y un desnivel de 344 m en ascenso y 485 m en descenso.
- Fuente del Espino - Barranco del Riachuelo. Se tardan 6 horas, durante 20,6 km, con desniveles de 325 m en subida y 471 m en descenso.
- Barranco del Riachuelo - El Cerecillo. son 6 h de camino, a lo largo de 15,2 km, con descensos de 498 m y ascensos de 535 m. En este tramo se penetra en la provincia de Almería.
- El Cerecillo - La Polarda, con 20,7 km de trazado, que se recorren en 7 h. Inicialmente se descienden 200 m, hasta el Barranco del Palomar, ascendiendo luego unos 600 m de desnivel, hasta los 2000 m del monte de la Polarda.
- La Polarda - La Roza, en descenso (881 m de desnivel), durante 6 h, con más de 16,9 k de recorrido.
- Piedra Negra - El Toril, de 19,2 km, manteniendo la cota (aunque hay descenso de 475 m y posterior ascenso de otros 467), con una duración de 5 h. La ruta vuelve a entrar en la provincia de Granada.
- El Toril - Las Chorreras, tramo corto, de solo 10,2 km y escasa pendiente, que exige, no obstante, unas 4,30 h de camino.
- Las Chorreras - Refugio Postero Alto, de 21,4 km, 7,15 horas de duración y desniveles que superan los 550 m.
- Postero Alto - Peña Partida, tramo de alta montaña, de 16 km y 4,40 h y desnivel ascendente de hasta 664 m.
- Peña Partida - Casas de la Hortichuela, a través de la Loma del Tío Papeles, con 14,5 km de distancia y unas 5,30 h de camino, en descenso, con un desnivel de casi 1223 m.
- Casas de la Hortichuela - Centro de Visitantes de El Dornajo, en Güéjar Sierra, lugar de recepción de los Parques. El tramo más corto de todos tiene 7,1 km en ascenso (438 m de desnivel), en los que se emplean 2,30 h.

### Accesos
El sendero tiene accesos desde las poblaciones de Monachil, La Zubia, Dílar, Lecrín, Nigüelas, Lanjarón, Cáñar, Soportújar, Bubión, Capileira, La Taha, Pórtugos, Trevélez, Juviles, Bérchules, Mecina Bombarón, Yegen, Válor, Laroles, Mairena, Bayárcal, Paterna del Río, Laujar de Andarax, Beires, Ohanes, Abla, Abrucena, Fiñana, Huéneja, Dólar, Ferreira, Aldeire, Lanteira, Jérez del Marquesado, Lugros y Güéjar Sierra. Es posible, además, conectar con otros senderos como el GR-7 y la Ruta Medieval de la Alpujarra.